# 蘇椿
蘇 椿（そ ちん、生年不詳 - 563年）は、中国の北魏末から北周にかけての官僚・軍人。字は令欽。本貫は武功郡。

## 経歴
北魏の武功郡太守の蘇協の子として生まれた。正光年間、関右で反乱が勃発すると、蘇椿は討伐軍に応募して、盪寇将軍の号を受けた。功績により奉朝請・厲威将軍・中散大夫に進み、美陽子の爵位を受け、持節・都督・平西将軍・太中大夫の位を加えられた。535年（大統元年）、西魏が建国されると、蘇椿は鎮東将軍・金紫光禄大夫の位を受け、賀蘭氏の姓を賜った。538年（大統4年）、武都郡太守として出向した。後に西夏州長史に転じ、帥都督に任じられ、行弘農郡事をつとめた。
548年（大統14年）、槃頭郡の氐族を撃破して功績を挙げ、散騎常侍の位を受け、大都督の任を加えられた。550年（大統16年）、楊忠の下で南朝梁の隨郡を攻撃し、凱旋すると、武功郡太守に任じられた。ほどなく使持節・車騎大将軍・儀同三司の位を受け、爵位を侯に進めた。560年（武成2年）、驃騎大将軍・開府儀同三司・大都督に進んだ。563年（保定3年）、死去した。
子の蘇植が後を嗣いだ。

## 伝記資料
- 『周書』巻23 列伝第15
- 『北史』巻63 列伝第51